# Stadtschlaining
Stadtschlaining è un comune austriaco di 2 004 abitanti nel distretto di Oberwart, in Burgenland; ha lo status di città (Stadtgemeinde).

## Monumenti e luoghi d'interesse
- Castello di Schlaining, costruito da Enrico I Kőszegi;